# Kochle
Kochle (niem. Stadt See) –  jezioro w Polsce położone w województwie lubuskim, w powiecie międzyrzeckim, w gminie Pszczew, w Bruździe Zbąszyńskiej. Od zachodu do jeziora przylegają zabudowania wsi Pszczew.

## Hydronimia
Obecna nazwa została wprowadzona urzędowo 17 września 1949 roku. Państwowy rejestr nazw geograficznych jako nazwy oboczne podaje nazwy Jezioro Pszczewskie i Jezioro Miejskie.

## Morfometria
Według danych Instytutu Rybactwa Śródlądowego powierzchnia zwierciadła wody jeziora wynosi 68,7 ha. Średnia głębokość zbiornika wodnego to 9,5 m, a maksymalna to 17,8 m. Lustro wody znajduje się na wysokości 52,9 m n.p.m. Objętość jeziora wynosi 6532,2 tys. m³. Natomiast A. Choiński podał wielkość jeziora jako 57,5 ha.

## Zagospodarowanie
Administratorem wód jeziora jest Regionalny Zarząd Gospodarki Wodnej w Poznaniu. Utworzył on obwód rybacki, który obejmuje wody jeziora Kochle (obwód rybacki Jeziora Kochle na cieku bez nazwy w zlewni cieku Struga Wrońska – nr 1). Ekstensywną gospodarkę rybacką prowadzi na jeziorze Polski Związek Wędkarski Okręg w Gorzowie Wielkopolskim.